# West Baptiste
West Baptiste est un village d'été (summer village) du Comté d'Athabasca, situé dans la province canadienne d'Alberta.

## Démographie
En tant que localité désignée dans le recensement de 2011, West Baptiste a une population de 52 habitants dans 28 de ses 85 logements, soit une variation de -50 % avec la population de 2006. Avec une superficie de 0,603 4 km2, le village d'été possède une densité de population de 86,178 3 hab/km2 en 2011.
Concernant le recensement de 2006, West Baptiste abritait 104 habitants dans 51 de ses 82 logements. Avec une superficie de 0,603 4 km2, le village d'été possédait une densité de population de 172,4 hab/km2 en 2006.
| 2001 | 2006 | 2011 | 2016 |
| ---- | ---- | ---- | ---- |
| 46   | 104  | 52   | 38   |